# Diane Guthrie-Gresham
Diane Guthrie-Gresham (Diane Claire Guthrie-Gresham, geb. Guthrie; * 24. Oktober 1971 im Saint Elizabeth Parish) ist eine ehemalige jamaikanische Weitspringerin und Siebenkämpferin.
1991 siegte sie im Weitsprung bei den Panamerikanischen Spielen in Havanna und scheiterte bei den Leichtathletik-Weltmeisterschaften in Tokio in der Qualifikation aus.
Bei den Olympischen Spielen 1992 in Barcelona gelang ihr in der Vorrunde kein gültiger Versuch.
1996 kam sie bei den Olympischen Spielen in Atlanta im Siebenkampf auf den 16. Platz und schied im Weitsprung in der Qualifikation aus.
Für die George Mason University startend holte sie 1991 den NCAA-Titel im Weitsprung und 1994 sowie 1995 im Siebenkampf. 1991 und 1995 wurde sie NCAA-Hallenmeisterin im Weitsprung.

## Persönliche Bestleistungen
- Weitsprung: 6,78 m, 11. April 1992, Harrisonburg
  - Halle: 6,61 m, 10. März 1995, Indianapolis
- Siebenkampf: 6527 Punkte, 3. Juni 1995, Knoxville